# 今岡弘義
今岡 弘義（いまおか ひろよし、1969年10月17日 - ）は、エフエム山陰の鳥取支社長、元同局のアナウンサー。島根県出雲市出身。

## アナウンサー時代の担当番組
- 局アナバトルROUND3（2004年 - 2006年）
- ステーションらんでぶ〜
- V-air EVENING Live THE MUSIC RADIO!!（2005年）
- ミュージックアパートメント パピヨン（2005年 - 2007年）
- evening Navigator e-Na（2006年 - 2007年） - 月曜・火曜パーソナリティ
- MIRACLE P.M.（2007年 - 2009年） - 月曜・水曜パーソナリティ